# Ivan Ilić (pianiste)
Pour les articles homonymes, voir Ivan Ilić et Ilić.
Ivan Ilić (en cyrillique : Иван Илић), né le 14 août 1978 à Palo Alto en Californie, est un pianiste américain d'origine serbe. Il réside actuellement à Bordeaux.

## Biographie
Il entre à 17 ans à l'université de Californie à Berkeley où il étudie les mathématiques, le piano, la direction d'orchestre, et l'improvisation avec Steve Coleman. Il travaille également au Conservatoire de San Francisco avec Robert Helps (en) jusqu'au décès de celui-ci, en 2001.
En août 2001, il s'installe à Paris où il étudie au Conservatoire national supérieur de musique de Paris et à l'École normale de musique de Paris ; ses professeurs sont Christian Ivaldi, François-René Duchâble et Jacques Rouvier. 
Lors de ses études, il est lauréat de la Fondation des États-Unis à Paris, de la Fondation Karić à Belgrade, de la Ville de Paris et de la Fondation Nadia et Lili Boulanger. 

## Carrière
Son enregistrement de l'intégrale des Préludes de Debussy en 2008 remporte le prix 'M' de la télévision Mezzo et est classé parmi les cinq meilleurs enregistrements de l'année par le magazine américain Fanfare. Le disque est aussi choisi parmi les Top 5 des CD du site ClassiqueNews. 
Son album suivant est consacré aux études de Leopold Godowsky pour main gauche d'après Chopin. Accueilli chaleureusement par les critiques , ce disque est disque de la semaine du Daily Telegraph (Royaume-Uni) et est présent dans le Top 5 de MDR-Figaro (Allemagne) et de ClassiqueNews. Il est aussi nommé disque de la semaine de la radio tchèque Vltava. 
Les vidéos publiées à l'occasion de l'enregistrement sur la plateforme YouTube sont vues plus de 500 000 fois.  
En 2014, le pianiste change de registre avec la parution de son album Le Transcendantaliste consacré à un répertoire plus moderne et à des artistes comme Alexandre Scriabine, John Cage, Morton Feldman, et Scott Wollschleger (en).  L'abum est nommé aux prix International Classical Music Awards dans la catégorie Album de l'année. Il apparaît dans le Top 5 CD du mois de Sinfini Music au Royaume-Un et remporte le prix Supersonic de Pizzicato Magazine. 
Ivan Ilić se consacre ensuite plus spécifiquement au compositeur Morton Feldman en enregistrant pour le label Paraty la pièce For Bunita Marcus. Il dirige parallèlement à la sortie de l'album l'édition d'un livre d'art en hommage au compositeur américain en collaboration avec la Haute École d'art et de design Genève (HEAD). 
En 2017, il oriente ses recherches sur le compositeur tchèque Antoine Reicha, compositeur et ami de Beethoven. Il signe avec le label Chandos Records pour l'enregistrement de quatre albums qui lui seront consacrés.  

## Concerts
Souvent invité au Royaume-Uni où il a donné jusqu'à 50 concerts par an, il se consacre essentiellement au répertoire soliste, partageant ses concerts entre récitals et concertos. Il s'est également produit en musique de chambre, en particulier à quatre mains avec Noël Lee. Il donne son premier concert à Carnegie Hall en juin 2008 et à Wigmore Hall à Londres en juin 2009.
Depuis juin 2011, le pianiste met ses enregistrements à la disposition de l'IMSLP pour soutenir la culture libre.

## Activités non musicales
En 2011 il joue le rôle de Glenn Gould dans le court métrage Le Berger de l'artiste plastique Benoît Maire, aux côtés de Lou Castel.
Depuis décembre 2011, il écrit sur la musique pour le quotidien américain The Washington Times, Gramophone, BBC Music, International Piano, Limelight, et Music & Literature.

## Discographie
- Ivan Ilić, pianiste - œuvres de Brahms, Beethoven et Chopin, Mairie de Paris
- Elegance and Refinement - Baroque Suites, French Sweets, Magnatune[24]
- Fugitive Visions - Piano Masterworks by Chopin and Liszt, Magnatune
- Romantic - Powerful Miniatures by Schumann and Brahms, Magnatune
- Vitality and Virtuosity - Sonatas by Haydn and Beethoven, Magnatune
- Transcendental - Transcriptions by Brahms and Godowsky, Magnatune
- Debussy - Préludes pour piano, Livres 1 et 2, Paraty[5]
- Godowsky - 22 Études d'après Chopin pour la main gauche, Paraty, sorti en janvier 2012[25]
- The Transcendentalist - Oeuvres de Scriabine, Cage, Feldman, et Wollschleger, Heresy Records, sorti en 2014[26]
- Morton Feldman - For Bunita Marcus, Paraty, sorti en 2015[27]
- Reicha Rediscovered, Volume 1, Chandos Records, sorti en 2017[28]